# 勒貝芒

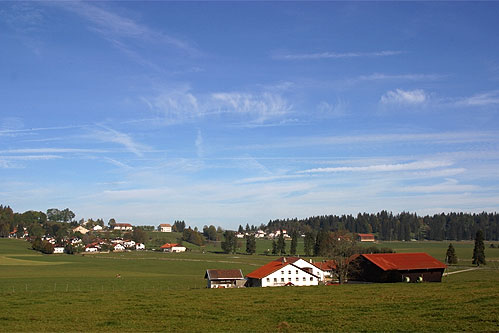

勒貝芒（法語：Le Bémont）是瑞士的城鎮，位於該國西北部，由汝拉州負責管轄，面積11.67平方公里，海拔高度982米，2011年人口321，七成半人口信奉羅馬天主教，人口密度每平方公里28人。